# Политик
Политикът е лице, занимаващо се с политика, личност, действаща в политическа партия. В демократичните страни политиците разчитат на общественото мнение и се избират с мнозинство или избори за някаква политическа функция или понякога временно назначаване вместо други политици, които са починали или са подали оставка. В недемократичните страни политиците заемат висок пост и се назначават, като назначават или се намират в близост до управляващите. Политик може да бъде както всеки, който търси политическо влияние в дадена бюрократична институция, така и държавник, който заема висок пост като президент или премиер.